# Ricardo García Rosell
Ricardo García Rosell (Callao, 10 de agosto de 1850 - Lima, 17 de noviembre de 1924) fue un escritor y político peruano.

## Biografía
Hijo de Manuel García Rosell y Andrea de Orué. Al terminar sus estudios escolares, ingresó al Colegio Militar del Espíritu Santo; pero al ser clausurado este en 1867, se orientó hacia la actividad comercial y minera.
Asociado con Ramón Valle Riestra, fundó una agencia de aduana en el Callao. Simultáneamente a su labor comercial, se dedicó a escribir novelas, algunas de las cuales aparecieron como folletines en el diario El Comercio de Lima.
En 1880 fue elegido concejal de la Municipalidad del Callao, ocupando la alcaldía durante el bloqueo del Callao por las fuerzas chilenas. Consumada la ocupación chilena de Lima y Callao, huyó a Jauja para unirse al ejército de la resistencia. En Ayacucho asistió como secretario en la Asamblea Nacional reunida en dicha ciudad. En 1884 fue elegido diputado suplente por Alto Amazonas ante el Congreso Constituyente, el mismo que aprobó el Tratado de Ancón. Junto con Ernesto García Irigoyen, dirigió el periódico clerical El Bien Público. Al producirse la caída del gobierno de Miguel Iglesias en 1885, retornó a la actividad privada.
En 1895 fue elegido diputado por Sandia (1895-1898). Planteó en su cámara la acusación al gabinete presidido por José Mariano Jiménez por su colaboración en el golpe de Estado de abril de 1894, cuando, al producirse la enfermedad del presidente Remigio Morales Bermúdez, desconoció los derechos del primer vicepresidente Pedro Alejandrino del Solar a favor del segundo vicepresidente Justiniano Borgoño, quien al fallecer el mandatario fue investido como su sucesor.  Este episodio, y la elección por segunda vez del general Andrés A. Cáceres en unas elecciones controversiales, originó la guerra civil peruana de 1894-1895. Pese a que la acusación contra el gabinete Jiménez fue aprobada en el Congreso, no tuvo ningún resultado práctico; llegó incluso al poder judicial, donde fue sobreseído.
Al concluir su mandato legislativo en 1898, se retiró de la política. Fue incorporado a la Sociedad Geográfica de Lima y estuvo entre los fundadores del Instituto Histórico del Perú (1905).
Además de sus tanteos novelísticos ya mencionados, escribió ensayos filosóficos, libros de índole histórica y geográfica, y monografías científicas, que fueron muy apreciados en su época.

## Publicaciones

### Novelas
- Las mujeres del polo
- El círculo misterioso
- Una mujer como hay pocas
- Una mujer como hay muchas
- Las puertas de Montesclaros
- El círculo polar

### Obras técnicas y científicas
- Informe sobre el reconocimiento de la región aurífera de Sandia y Carabaya (1889)
- Informe presentado a la Compañía Nacional Minera de Pasco (1892)
- La irrigación de la costa del Perú (1893)
- «Atlas geográfico del Perú», aparecido en el Boletín Geográfico de Lima, tomo XV (1904)
- Conquista de la montaña. Sinopsis de los descubrimientos, expediciones, estudios... (1905 y 1920)
- «Monografía histórica del departamento de Piura», aparecida en el Boletín Geográfico de Lima, tomo XXI (1907)
- La ciencia y los temblores (1908)